# Arkezylaos
Arkezylaos (Ἀρκεσίλαος) z Pitane (Eolia) (ur. ok. 316 p.n.e. zm. 241 p.n.e.) – grecki filozof, twórca Średniej Akademii. Łączył dziedzictwo platońskie z wpływami sceptyckimi.
Arkezylaos pobierał nauki u filozofów z różnych szkół. Początkowo słuchał nauk Autolykosa z Pitane. Po przybyciu do Aten zaczął uczęszczać do Lykeionu na wykłady Teofrasta. Następnie przeszedł do Akademii, gdzie stał się uczniem Krantora, Polemona i Kratesa. Studiował również megaryjczyków i sceptyków. Po śmierci Kratesa został scholarchą Akademii. 
Nauczał, że nic nie można stwierdzić pewnego, jedynie można mniemać. Zalecał zawieszenie sądów.
Swój sceptycyzm wykorzystywał głównie w polemikach ze stoikami.